# 鄭珏 (成化進士)
鄭珏（1449年—?），字廷貴，河南開封府歸德州人，民籍，明朝政治人物。進士出身。

## 生平
早年出身州學生，进河南鄉試第十五名。成化十四年（1478年）戊戌科會試第一百九十九名，殿試登進士第三甲第四十二名。授直隸鹽山縣知縣。

## 家族
曾祖鄭中。祖父鄭真。父鄭宣。母鲍氏。具慶下。弟琇。娶张氏。